# Steve Ott
Steve Ott (Kanada, Prince Edward-sziget, Summerside, 1982. augusztus 19. –) profi jégkorongozó.

## Karrier
Komolyabb junior karrierjét az Ontario Hockey League-es Windsor Spitfiresben kezdte 1999–2000-ben. 2002-ig volt a csapat tagja és utolsó idénye volt a legjobb 88 ponttal. Már ekkor kitűnt a juniorok között kőkemény, verekedős játékával. Közben a 2000-es NHL-draft első körének 25. helyén választotta ki őt a Dallas Stars. 2002–2003-ban bemutatkozott az National Hockey League-ben a Dallasban 26 mérkőzésen, majd leküldték az AHL-es Utah Grizzliesbe. A következő szezont szinte végig játszotta az NHL-ben. A 2004–2005-ös NHL-lockout során a Hamilton Bulldogs-ban játszott az AHL-ben. Itt csapat rekordott állított fel a legtöbb büntetőpercel, ami 279 volt. A 2005–2006-os idénye már teljes volt, bár csak 22 pontot szerzett és 178 percet szabálytalankodott. A következő szezonban volt egy súlyos bokasérülése, amit a 2006. október végén játszott Los Angeles Kings elleni mérkőzésen szenvedett el. Így ebben a bajnoki évben az NHL-ben 19 mérkőzésen lépett csak jégre valamint három mérkőzést játszott az AHL-es Iowa Starsban is. A 2007–2008-as szezonban a Starsnak jól ment a játék és bejutottak a rájátszásba, ahol egészen a főcsoport döntőig meneteltek. Steve Ott a szezon közben 2008. március 9-én a Colorado Avalnche játékosát, Jordan Leopoldot durván leütközte és a fejét is eltalálta, amiért 3 mérkőzéses eltiltást kapott. A 2008–2009-es évben 64 mérkőzésen már 46 pontot ért el és 135 percet szabálytalankodott, viszont 2009. február 28-án súlyosan szabálytalankodott Travis Moennel, az Anaheim Ducks játékosával szemben. Majdnem kinyomta a szemét egy dulakodás közben amiért azonnal végleges büntetést és március 1-jén egy mérkőzéses eltiltást szabtak ki. Ott azt állította a szabálytalankodás véletlen volt. A 2009–2010-es szezonban élete legtöbb gólját ütötte az NHL-ben, szám szerint 22-t. Emellett 153 percet szabálytalankodott. 2010. március 31-én megütötte első NHL-es mesterhármasát a San Jose Sharks ellen. A csapattal most sem jutott be a rájátszásba. A 2010–2011-es szezonban pályafutása legtöbb büntetés percét szerezte, szám szerint 183-at és csak 32 pontot szerzett. A csapat ebben az évben sem jutott be a rájátszásba, mert egy hellyel és kettő ponttal lecsúszott a nyolcadik helyről. 2011–2012-ben 8 mérkőzést kihagyott de életében a legtöbb gólpasszt adta, 28-at. Emellett még ütött 11 gólt és 156 percet szabálytalankodot. Viszonylag jó játéka ellenére a Stars már egymást követő négy idényben nem jutott be a rájátszásba. 2012. július 2-án őt és Adam Pardy-t elcserélték Derek Roy-ért a Buffalo Sabres csapatával. 2013. október 1-jén kinevezték a Sabres csapatkapitányának Thomas Vanekkel együtt. Vanek lesz a haza mérkőzések kapitánya, Ott pedig az idegenbeli mérkőzéseké.

## Nemzetközi szereplés
Részt vett a 2001-es és a 2002-es U20-as jégkorong-világbajnokságon egy bronz- valamint egy ezüstéremmel térhetett haza. Meghívást kapott élete első felnőtt-világbajnokságára 2010-ben, ahol hét mérkőzésen egy asszisztot adott és a kanadai válogatott a hetedik helyen zárt.

## Karrier statisztika

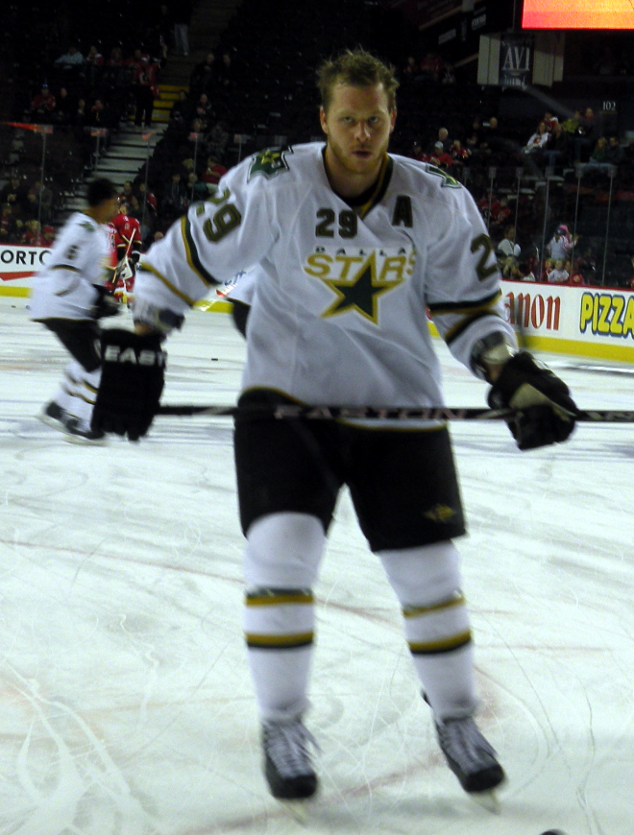
Steve Ott még a Dallas Stars színeiben

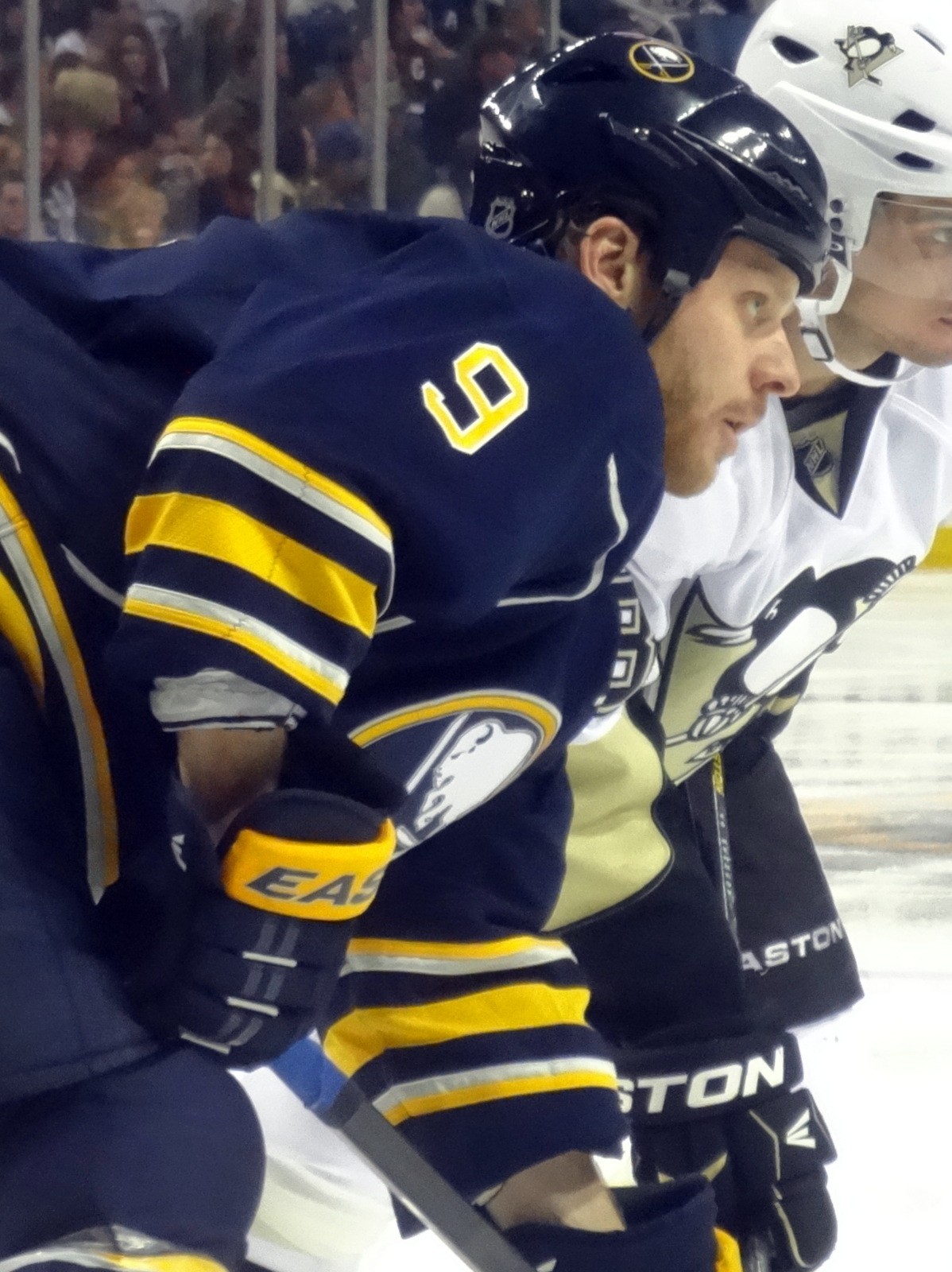
Steve Ott a Buffalo Sabres színeiben

| 1999–2000       | Windsor Spitfires | OHL             | 66  | 23  | 39  | 62  | 131  | 12 | 3  | 5  | 8  | 21 |
| 2000–2001       | Windsor Spitfires | OHL             | 55  | 50  | 37  | 87  | 164  | 9  | 3  | 8  | 11 | 27 |
| 2001–2002       | Windsor Spitfires | OHL             | 53  | 43  | 45  | 88  | 178  | 14 | 6  | 10 | 16 | 49 |
| 2002–2003       | Utah Grizzlies    | AHL             | 40  | 9   | 11  | 20  | 98   | —  | —  | —  | —  | —  |
| 2002–2003       | Dallas Stars      | NHL             | 26  | 3   | 4   | 7   | 31   | 1  | 0  | 0  | 0  | 0  |
| 2003–2004       | Dallas Stars      | NHL             | 73  | 2   | 10  | 12  | 152  | 4  | 1  | 0  | 1  | 0  |
| 2004–2005       | Hamilton Bulldogs | AHL             | 67  | 18  | 21  | 39  | 279  | 4  | 0  | 0  | 0  | 20 |
| 2005–2006       | Dallas Stars      | NHL             | 82  | 5   | 17  | 22  | 178  | 5  | 0  | 1  | 1  | 2  |
| 2006–2007       | Dallas Stars      | NHL             | 19  | 0   | 4   | 4   | 35   | 6  | 0  | 0  | 0  | 8  |
| 2006–2007       | Iowa Stars        | AHL             | 3   | 0   | 0   | 0   | 8    | —  | —  | —  | —  | —  |
| 2007–2008       | Dallas Stars      | NHL             | 73  | 11  | 11  | 22  | 147  | 18 | 2  | 1  | 3  | 22 |
| 2008–2009       | Dallas Stars      | NHL             | 64  | 19  | 27  | 46  | 135  | —  | —  | —  | —  | —  |
| 2009–2010       | Dallas Stars      | NHL             | 73  | 22  | 14  | 36  | 153  | —  | —  | —  | —  | —  |
| 2010–2011       | Dallas Stars      | NHL             | 82  | 12  | 20  | 32  | 183  | —  | —  | —  | —  | —  |
| 2011–2012       | Dallas Stars      | NHL             | 74  | 11  | 28  | 39  | 156  | —  | —  | —  | —  | —  |
| 2012–2013       | Buffalo Sabres    | NHL             | 48  | 9   | 15  | 24  | 93   | —  | —  | —  | —  | —  |
| 2013–2014       | Buffalo Sabres    | NHL             | 59  | 9   | 11  | 20  | 55   | —  | —  | —  | —  | —  |
| 2013–2014       | St. Louis Blues   | NHL             | 23  | 0   | 3   | 3   | 37   | 6  | 0  | 2  | 2  | 14 |
| 2014–2015       | St. Louis Blues   | NHL             | 78  | 3   | 9   | 12  | 86   | 6  | 0  | 0  | 0  | 26 |
| OHL Összesített | OHL Összesített   | OHL Összesített | 174 | 116 | 121 | 237 | 473  | 35 | 12 | 23 | 35 | 97 |
| AHL Összesített | AHL Összesített   | AHL Összesített | 110 | 27  | 32  | 59  | 385  | 4  | 0  | 0  | 0  | 20 |
| NHL Összesített | NHL Összesített   | NHL Összesített | 774 | 106 | 173 | 279 | 1441 | 46 | 3  | 4  | 7  | 72 |

## Díjai
- CHL Második All-Star Csapat: 2001
- OHL Második All-Star Csapat: 2002
- Junior világbajnoki bronzérem: 2001
- Junior világbajnoki ezüstérem: 2002